# جدال التعويضات عن العبودية في الولايات المتحدة
إن التعويضات عن العبودية هي اقتراح بتقديم نوع من التعويض لأحفاد العبيد الذين كانوا جزءًا من تجارة العبيد عبر الأطلسي.
تكررت هذه الفكرة في سياسات الولايات المتحدة، منذ الأوامر الميدانية الخاصة رقم 15 لعام 1865 («أربعون فدانًا وبغل») إلى الانتخابات الرئاسية التمهيدية للحزب الديمقراطي لعام 2020. وقد اقتُرح هذا التعويض في أشكال مختلفة، من المدفوعات النقدية الفردية إلى التعويض المعتمد على الأراضي والمتعلق بالاستقلال. ما تزال الفكرة مثيرة للجدل إلى حد كبير ولا يوجد إجماع واسع حول ما إذا كان يمكن تنفيذها وكيفية فعل ذلك. كانت هناك دعوات مشابهة للحصول على تعويضات في بعض دول الكاريبي وفي أماكن أخرى ضمن الشتات الأفريقي، ودعت بعض الدول الأفريقية للحصول على تعويضات لدولهم لفقدان سكانها.

## السياق التاريخي في الولايات المتحدة
تستند الحجج المحيطة بالتعويضات إلى النقاش الرسمي حول العديد من التعويضات المختلفة، وتعويضات الأراضي الفعلية التي حصل عليها الأمريكيون من أصل أفريقي والتي أُخذت منهم لاحقًا. في عام 1865، وبعد هزيمة الولايات الكونفدرالية الأمريكية في الحرب الأهلية الأمريكية، أصدر اللواء «وليام تيكومسيه شيرمان» الأوامر الميدانية الخاصة رقم 15 بهدف «ضمان انسجام الإجراءات في منطقة العمليات» ولحل المشكلات التي سببتها الأعداد الغفيرة من العبيد المحررين، وهي خطة مؤقتة تمنح كل عائلة محررة أربعين فدانًا من الأراضي الصالحة للزراعة في جزر البحر وحول تشارلستون في ساوث كارولينا للاستخدام الحصري للسود الذين كانوا مستعبدين. وكان الجيش يملك أيضًا عددًا من البغال غير الضرورية والتي أعطاها للمستوطنين. استوطن نحو 40,000 شخص من العبيد المحرَرين في مساحة تبلغ 400,000 فدان (1,600 كيلومتر مربع) في جورجيا وكارولينا الجنوبية. ولكن، عكَس الرئيس الأمريكي أندرو جونسون الأمر بعد اغتيال لينكولن، وعادت الأرض إلى أصحابها السابقين. في عام 1867، رعى ثاديوس ستيفنز مشروع قانون لإعادة توزيع الأراضي على الأميركيين من أصل أفريقي، ولكنه لم يحصل على الموافقة.
انتهت إعادة الإعمار في عام 1877 دون معالجة قضية التعويضات. بعد ذلك، نشأت حركة متعمدة للفصل والقمع في الولايات الجنوبية. صدرت قوانين «جيم كرو» في بعض الولايات الجنوبية الشرقية لتعزيز عدم المساواة القائمة والناتجة عن العبودية. بالإضافة إلى ذلك، شاركت المنظمات المتطرفة البيضاء مثل كو كلوكس كلان في حملة إرهابية واسعة النطاق في جميع أنحاء الجنوب الشرقي من أجل إبقاء الأمريكيين من أصل أفريقي في مكانهم الاجتماعي المحدد. لعقود من الزمان، كان هذا الظلم وعدم المساواة المُفترضَين يسيطران في قرارات المحاكم ومحط نقاش في الخطاب العام.
في إحدى الحالات الشاذة، فازت إحدى العبيد السابقين «هنرييتا وود» في الدعوى التي رفعتها للحصول على تعويض بعد أن اختُطفت من ولاية أوهايو الحرة وبيعت كعبدة في ولاية ميسسيبي. بعد الحرب الأهلية الأمريكية، أُطلق سراحها وعادت إلى سينسيناتي، حيث فازت بقضيتها في المحكمة الفدرالية عام 1878، وحصلت على تعويض بقيمة 2,500 دولار. على الرغم من أن هذا الحكم كان قصة إخبارية وطنية، فهو لم يدفع بأي اتجاه نحو حالات مماثلة إضافية.

## الاقتراحات من أجل التعويضات

### حكومة الولايات المتحدة
دعت بعض المقترحات لتقديم مدفوعات مباشرة من الحكومة الأمريكية. ووُضعت تقديرات مختلفة لما ستبلغ هذه التعويضات في حال دفعها. قدرت مجلة هاربر أن إجمالي التعويضات المستحقة كان نحو «97 تريليون دولار، على أساس 222,505,049 ساعة من العمل القسري بين عامي 1619 و1865، بغض النظر عن أن الولايات المتحدة لم تكن دولة مستقلة معترفًا بها حتى انتهاء الحرب الثورية عام 1787، ويُضاف على المبلغ نسبة 6% من الفائدة المركبة سنويًا حتى عام 1993». إذا تقرر دفع كل هذا المبلغ أو جزء منه إلى أحفاد العبيد في الولايات المتحدة، فإن الحكومة الأمريكية الحالية ستدفع فقط جزءًا ضئيلًا من هذا المبلغ، بما أنها لم تكن موجودة إلا منذ عام 1789.
كان القس إم جاي. ديفاين، والمعروف باسم «الأب ديفاين»، أحد أوائل القادة الذين جادلوا بوضوح من أجل «تعويض رجعي» وانتشرت هذه الرسالة عبر منشورات بعثة السلام الدولية. في 28 يوليو 1951، أصدر الأب ديفاين «ختمًا سلاميًا» يحمل هذا النص: «سلام! ستُلزَم جميع الأمم والشعوب التي كبتت وقمعت الأشخاص المحرومين بدفع كل تعويضات العبودية وجميع التعويضات غير العادلة للعبيد الأفريقيين وأحفادهم، إذ حُرموا ظلمًا من التعويض على أساس شرط العبودية السابق وشرط العبودية الحالي. ويجب أن يتم هذا دفاعًا عن جميع الأشخاص المحرومين ويجب دفعها بنظام رجعي يصل إلى تاريخ اليوم».
في المؤتمر الوطني الأول للتعويضات في شيكاغو عام 2001، طالب اقتراح مقدم من «هوشوا أماريل»، وهو ناشط اجتماعي في شيكاغو، الحكومة الفدرالية بتقديم تعويضات لأحفاد العبيد المُثبتين. بالإضافة إلى ذلك، صرح أماريل «بالنسبة لأولئك السود الذين يرغبون في البقاء في أمريكا، فيجب أن يحصلوا على تعويضات في شكل تعليم مجاني، ومساعدة طبية وقانونية ومالية مجانية لمدة 50 عامًا دون فرض ضرائب» و«بالنسبة لأولئك الذين يرغبون بمغادرة أمريكا، فسيحصل كل شخص أسود كتعويض على مليون دولار أو أكثر، مدعومًا بالذهب». في المؤتمر، حصل اقتراح أماريل على موافقة نحو 100 مشارك، ومع ذلك، فإن مسألة من سيتلقى هذه المدفوعات، ومن يجب أن يدفعها وبأي مبلغ، ظلت أمرًا مثيرًا للجدل للغاية، بما أن إحصاء سكان الولايات المتحدة لا يتتبع نسب العبيد أو مالكي العبيد ويعتمد على فئات عرقية سكانية مُبلغ عنها ذاتيًا.
اعتذرت 7 ولايات رسميًا عن تورطها في استعباد الأفريقيين. هذه الولايات هي:
- ألاباما - 07-25-[13]04
- ديلاوير - 16-11-[14]02
- فلوريدا - 2008
- ماريلاند - 2007
- نيو جيرسي - 2008
- كارولينا الشمالية - [15]2007
- فرجينيا - 2007

في أبريل 2010، نصح أستاذ جامعة هارفارد «هنري لويس غيتس»، في مقال افتتاحي في صحيفة نيويورك تايمز، نشطاء التعويضات بالنظر في الدور الأفريقي في تجارة العبيد فيما يتعلق بمن يجب أن يتحمل تكلفة التعويضات.